# 卡爾塔尼塞塔省
卡爾塔尼塞塔省 （義大利語：Provincia di Caltanissetta）是意大利西西里大区的一個省，位于西西里岛的南部。面積2,128平方公里，2005年人口275,221人。首府卡爾塔尼塞塔。下分22市鎮。
自西西里省份被取消后，该省在2015年被卡尔塔尼塞塔自由市镇联合体所取代。